# Ondřej Hyman
Ondřej Hyman (* 25. února 1986 Jablonec nad Nisou) je bývalý český sáňkař.
Startoval na Zimních olympijských hrách 2010, kde se v závodě jednotlivců umístil na 25. místě. V Soči 2014 skončil na 25. místě v závodech jednotlivců a na deváté příčce ve smíšené týmové štafetě, v Pchjongčchangu 2018 se umístil na 21. místě mezi jednotlivci a na 12. příčce v týmových štafetách. Pravidelně se účastnil světových šampionátů, jeho nejlepším výsledkem bylo 19. místo na MS 2013 a 15. příčka na ME 2012. Aktivní závodní kariéru ukončil po sezóně 2017/2018.
Jeho bratr Jakub je také bývalým sáňkařem.